# Kouts
Kouts – miasto w Stanach Zjednoczonych, w stanie Indiana, w hrabstwie Porter.